# 特萊豐嶺

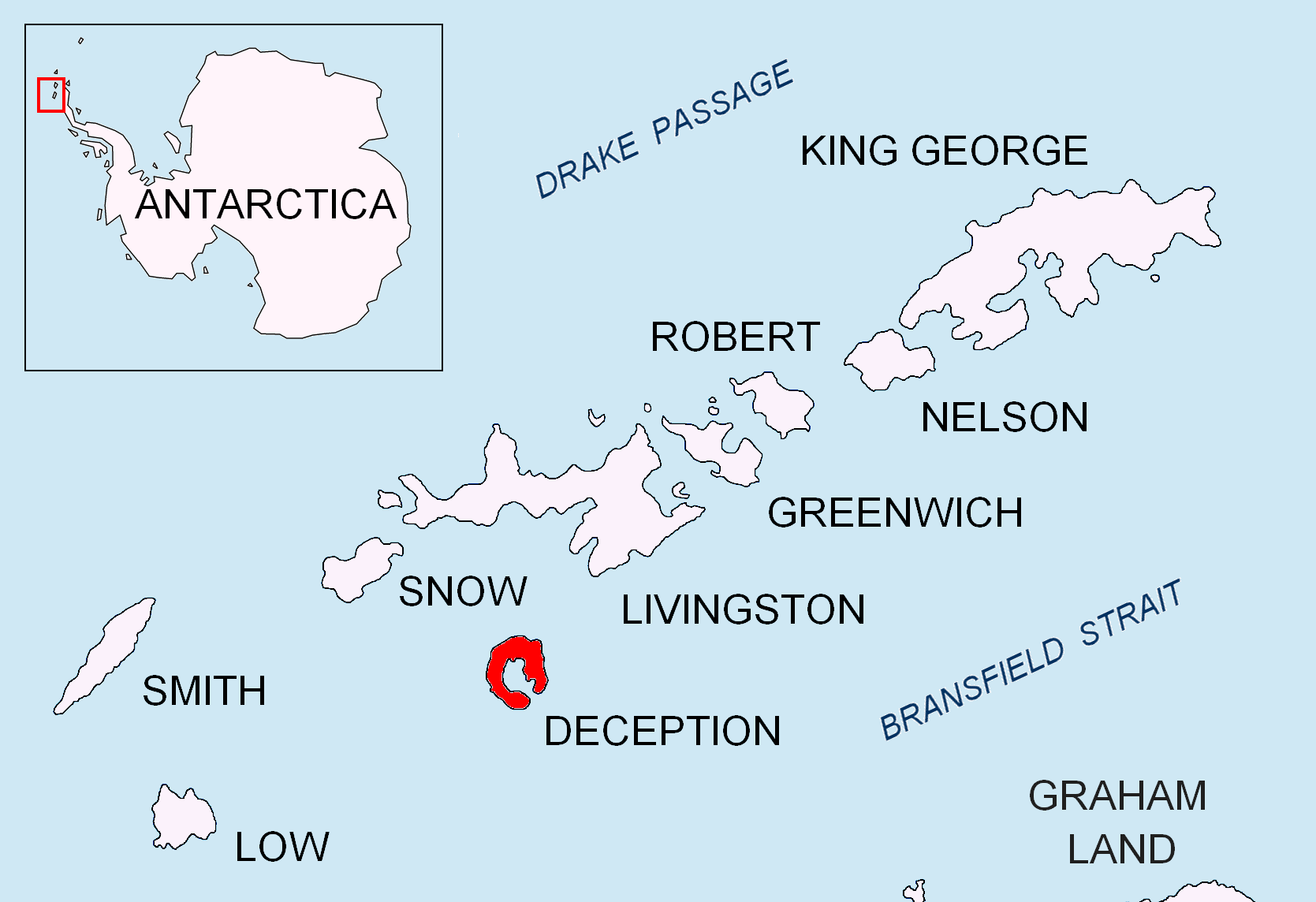

特萊豐嶺（英語：Telefon Ridge），是南極洲的山嶺，位於南设得兰群岛的欺骗岛，處於特萊豐灣以西，在1959年由英國南極名稱諮詢委員會命名，現時由南極條約體系管理。